# Église Notre-Dame-de-l'Assomption de Lambesc
L'église Notre-Dame de l’Assomption de Lambesc est une église située à Lambesc dans le département des Bouches-du-Rhône.

## Historique
L'église Notre-Dame-de-l'Assomption a été construite de 1740 à 1741 sur les plans de l'architecte provençal Jean Vallon, à l'emplacement d'une église du XIIIe siècle et du château de Saint Eldrad. Avec son dôme et sa façade pyramidale, l'église rappelle le style italien de la fin de la Renaissance. Elle abrite dix chapelles décorées d'autels, de retables et de tableaux d'artistes. Le sculpteur Ambroise Pascal Liotard a décoré la façade en 1863. Elle possède une grande tribune dont le dimensionnement a été rendu nécessaire pour l'accueil de la chorale de la cathédrale Saint-Sauveur d'Aix-en-Provence, avec un orgue à trois claviers de Joseph Isnard.
L'abbé Jean-Probace Castellan en est le curé de 1802 à 1809.
Ce monument fait l’objet d’un classement au titre des monuments historiques depuis le 8 mars 1982.

## Intérieur de l'église

### Croisée du transept
La croisée du transept est surmontée d'un dôme à huit pans qui permet un bon éclairage de l'église. Les huit ouvertures étaient décorées de vitraux offerts par Mlle Louise Alibert et son frère Marius Alibert, président de la commission de l'achèvement des sculptures. Ils représentaient l'Assomption et les sept sacrements. Ces vitraux furent détruits par l'explosion de la flèche du clocher de l'église jugée peu solide après le tremblement de terre de juin 1909.

### Chapelle de la crucifixion
Dans cette chapelle se trouvent un grand crucifix et une fresque de Jean-Joseph Kapeller. Sur la paroi latérale droite est exposé un tableau inscrit au titre objet des monuments historiques le 27 janvier 1975 représentant Sainte Thérèse couronnée par le Christ.

### Chapelle de saint Crépin et saint Crépinien
Cette chapelle est ornée d'un autel et d'un tableau commandé par la confrérie des cordonniers de Lambesc au peintre Michel-François Dandré-Bardon pour représenter les saints Crépin et Crépinien, deux martyrs du IIIe siècle. Refusant les épisodes sanglants des scènes des martyrs, le peintre a choisi le moment de la présentation des deux saints à leur juge. Le retable et le tableau ont été classés au titre objet des monuments historiques, le 4 novembre 1992.

### Chapelle de la Visitation
Cette chapelle est décorée d'un retable et d'un tableau représentant la Visitation, réalisé en 1643 par le peintre Jean-Baptiste de Faudran.

### Chapelle Notre-Dame-de-Lourdes
Le tableau du retable de cette chapelle a été réalisé par Nicolas Mignard et représente saint Jean de Matha, fondateur de l'Ordre de la Trinité, rachetant des captifs. Dans les angles de la chapelle, deux statues inscrites au titre objet des monuments historiques le 27 janvier 1975 faisant le pendant de celles de la chapelle du Sacré-Cœur, représentent les deux évangélistes avec à gauche saint Matthieu et l'ange, et à droite saint Jean et l'aigle.

### Chapelle Saint-Joseph
Cette chapelle se trouve à l'extrémité du collatéral droit ; son autel surmonté d'une statue de saint Joseph et son retable sont en marbre. La paroi latérale droite de cette chapelle est décorée d'un tableau classé au titre objet des monuments historiques, le 30 septembre 1911, représentant la mort de saint Joseph par le peintre Jean Daret ; ce tableau, commandé à l'artiste par la confrérie de Saint-Joseph de l'église, a coûté quatre-vingt-dix livres.

### Chœur
Le maître-autel, le retable et le dais de l'autel sont classés au titre objet des monuments historiques, le 8 juillet 1975. L'autel érigé en 1828 est de Bastiani Pezzeti. Les colonnes du dais sont en porphyre et datent de 1840.

### Chapelle du Rosaire
Dans cette chapelle située à l'extrémité du collatéral gauche, se trouve un autel en marbre blanc avec une statue de la Vierge. Sur la paroi gauche un tableau, classé au titre objet des monuments historiques le 8 juillet 1975, peint par Reynaud Levieux, montre Notre-Dame du Rosaire. La Vierge remet le rosaire à saint Dominique agenouillé.

### Chapelle du Sacré-Cœur
L'autel est en marbre surmonté d'une statue du Christ montrant son cœur. Au-dessus, un tableau classé au titre objet des monuments historiques le 8 juillet 1975, peint par Reynaud Levieux montre la Vision de saint Blaise ; le saint est à genoux aux pieds de Notre-Dame du rosaire et de saint Michel. Dans les angles de la chapelle, deux statues faisant le pendant de celles de la chapelle Notre-Dame de Lourdes, représentent les deux autres évangélistes avec à gauche saint Marc et le lion, et à droite saint Luc et le taureau.

### Chapelle de la Résurrection
Dans cette chapelle un tableau peint par  Dandré-Bardon en 1745 représentant saint Eldrade a été classé au titre objet des monuments historiques le 8 juillet 1975. Saint Eldrade, vêtu de l'habit de bénédictin, une crosse dans la main gauche, bénit de la droite le corps d'un homme ressuscité qu'on vient de sortir de son tombeau. Seul est éclairé le corps du miraculé qui se dépouille de son suaire. Pour la réalisation de ce tableau, Dandré-Bardon a réalisé une esquisse préalable appelée Saint Eldrade, qui se trouve au musée Magnin de Dijon.

### Chapelle des âmes du purgatoire
Le retable est composé en son centre d'un tableau de Michel-François Dandré-Bardon encadré par deux bas-reliefs sur fond noir surmontés d'une tête de mort dorée posée sur deux faux entrecroisées. Les deux bas-reliefs montrent les allégories de la mort : tibias entrecroisés, faux, cloche indiquant que l'heure de la mort a sonné, sablier pour rappeler le temps qui passe, pelle pour creuser la tombe etc. Le tableau classé au titre objet des monuments historiques le 8 juillet 1975 montre La Vision de saint Jacques ; saint Jacques, appelé Jacques le Majeur, intercède auprès de la Vierge en faveur des âmes du purgatoire. Le saint est montré à demi agenouillé s'appuyant sur son bâton de pèlerin, implorant la Vierge et l'Enfant Jésus posés sur des nuages. Aux pieds du saint, sous une arche de pierre, les âmes du purgatoire réclament l'intercession de saint jacques. Pour la réalisation de ce tableau, l'artiste a réalisé une esquisse préalable appelée La Vierge intercède pour saint Jacques en faveur des âmes du purgatoire, qui se trouve au musée Magnin de Dijon.

### Chapelle du baptistère
Dans cette chapelle se trouvent les fonts baptismaux en marbre polychrome ; ils sont classés au titre objet des monuments historiques, le 8 juillet 1975. Derrière le baptistère, une fresque représente le baptême du Christ par saint Jean-Baptiste. Sur la paroi latérale gauche est exposé un tableau inscrit au titre objet des monuments historiques le 27 janvier 1975 représentant L'extase de Sainte Thérèse.

## Plan de l'église
Légende :

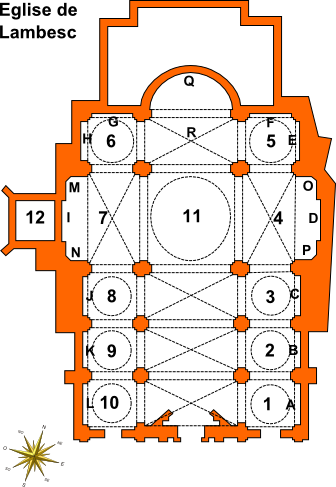
Plan de l'église.

1- Chapelle de la Crucifixion. 2- Chapelle de saint Crépin et saint Crépinien. 3- Chapelle de la Visitation. 4- Chapelle Notre-Dame de Lourdes. 5- Chapelle Saint-Joseph. 6- Chapelle du Rosaire. 7-  Chapelle du Sacré-Cœur. 8- Chapelle de la résurrection ou de Saint Eldrade. 9- Chapelle des âmes du purgatoire. 10- Chapelle du baptistère. 11- Croisée du transept avec coupole. 12- clocher.
A- Fresque de Jean-Joseph Kapeller : La Crucifixion. B- Tableau de Dandré-Bardon : Saint Crépin et saint Crépinien. C- Tableau de Jean-Baptiste de Faudran. D- Tableau de Nicolas Mignard : Saint Jean de Matha rachetant des esclaves. E- Tableau de Jean Daret : La mort de saint Joseph. F- Autel Saint Joseph. G- autel de la Vierge. H- Tableau de Reynaud Levieux :Notre-Dame du Rosaire. I- Tableau de Reynaud Levieux : La Vision de saint Blaise. J- Tableau de Dandré-Bardon : Saint Eldrade. K- Tableau de Dandré-Bardon : La Vision de saint Jacques. L- Fresque : Le baptême du Christ. M- Statue de saint Luc. N- Statue de saint Marc. O- Statue de saint Matthieu. P- Statue de saint Jean. Q- tableau : La Cène. R- Maître autel et baldaquin.

## Galerie de photographies

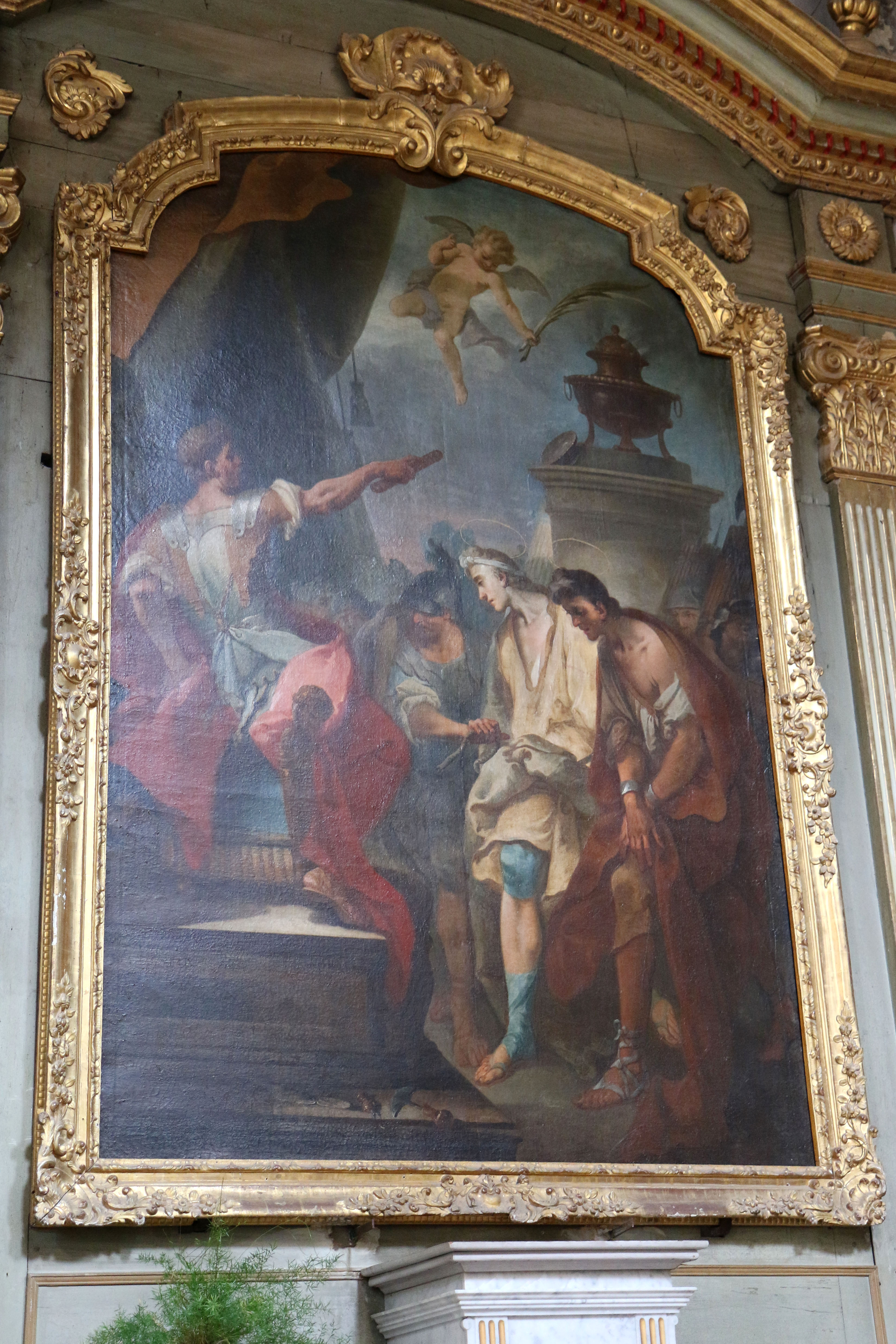
B- Tableau de Dandré-Bardon : Saint Crépin et saint Crépinien.
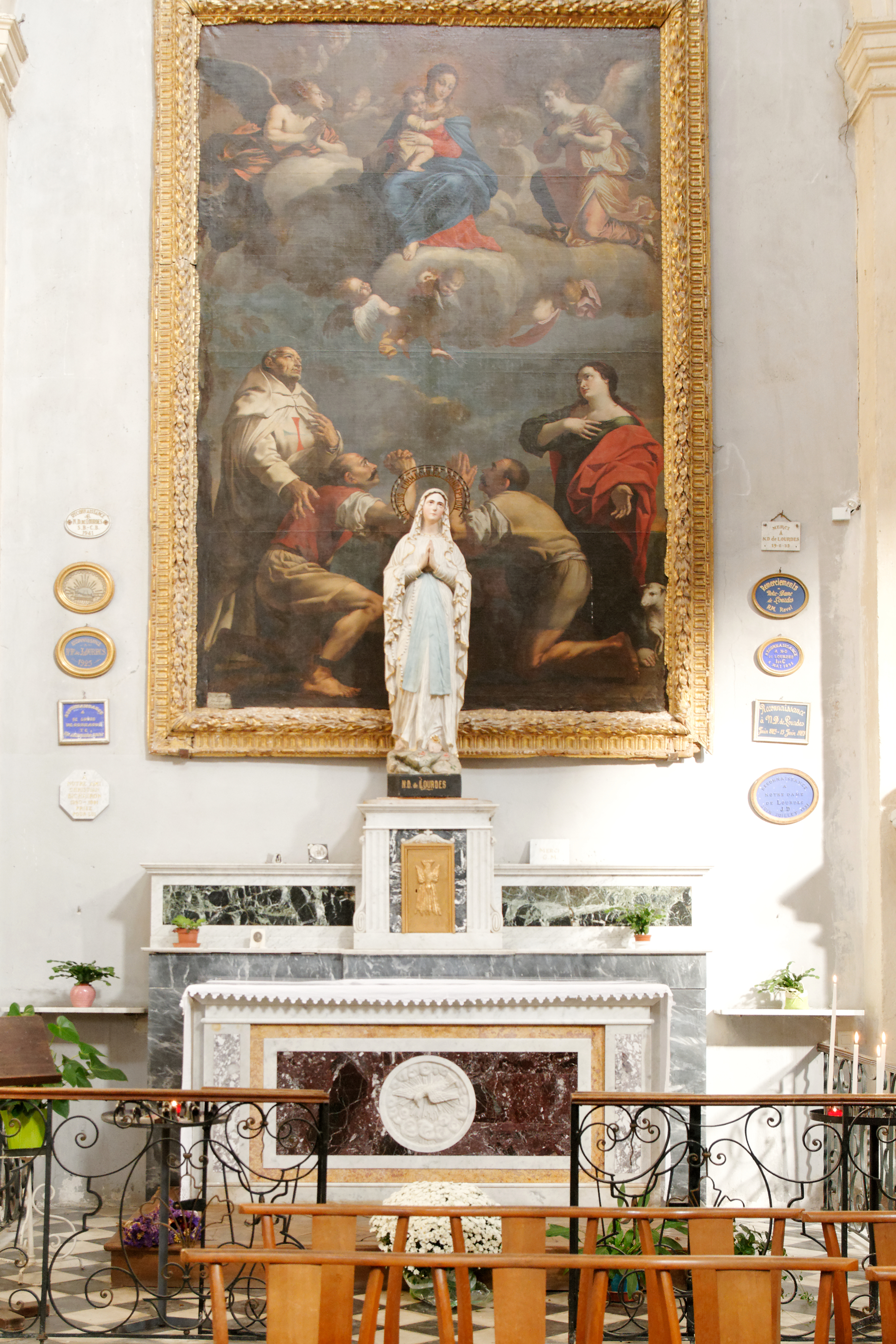
D- Tableau de Nicolas Mignard : Saint Jean de Matha rachetant des esclaves.
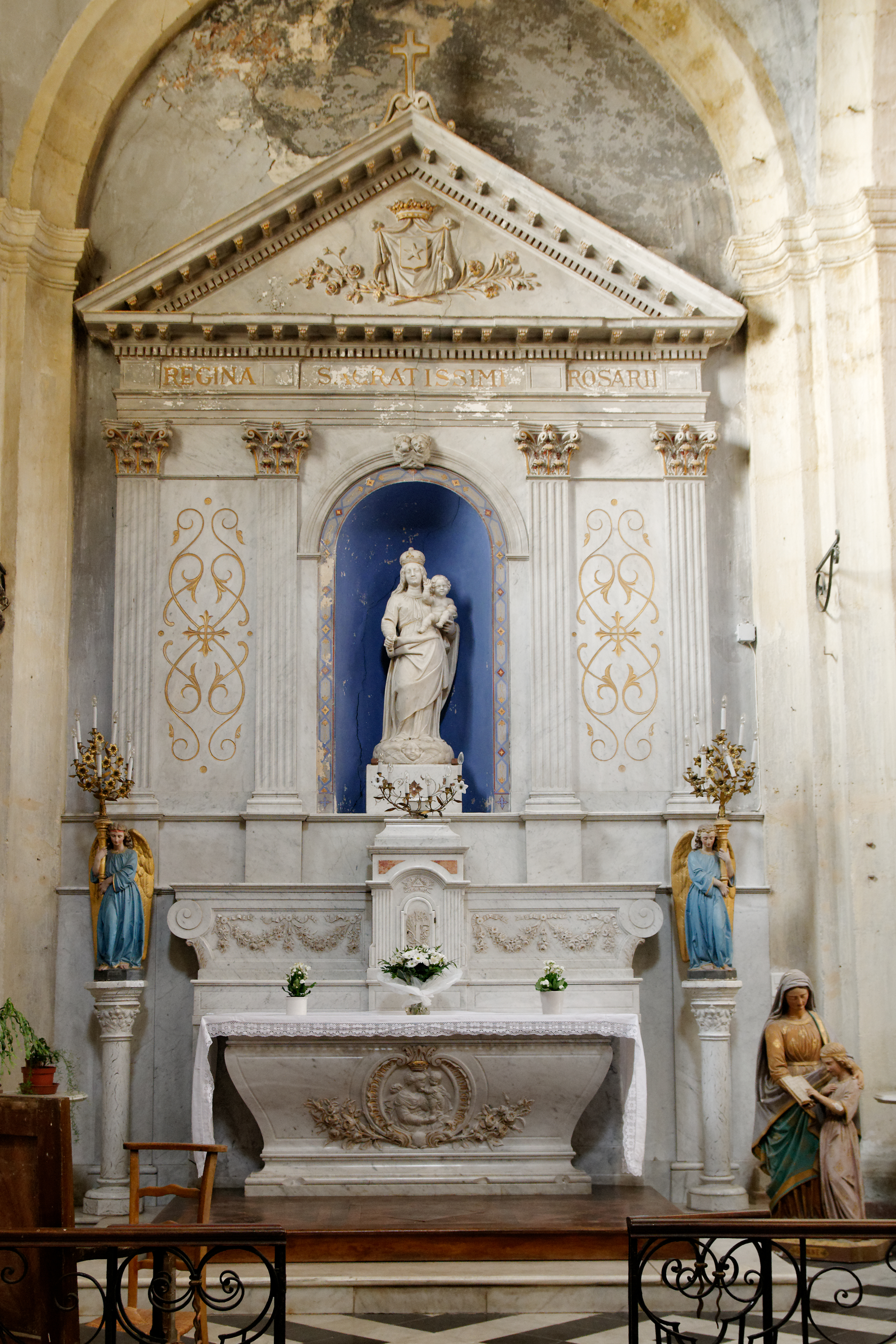
6- Chapelle du Rosaire.
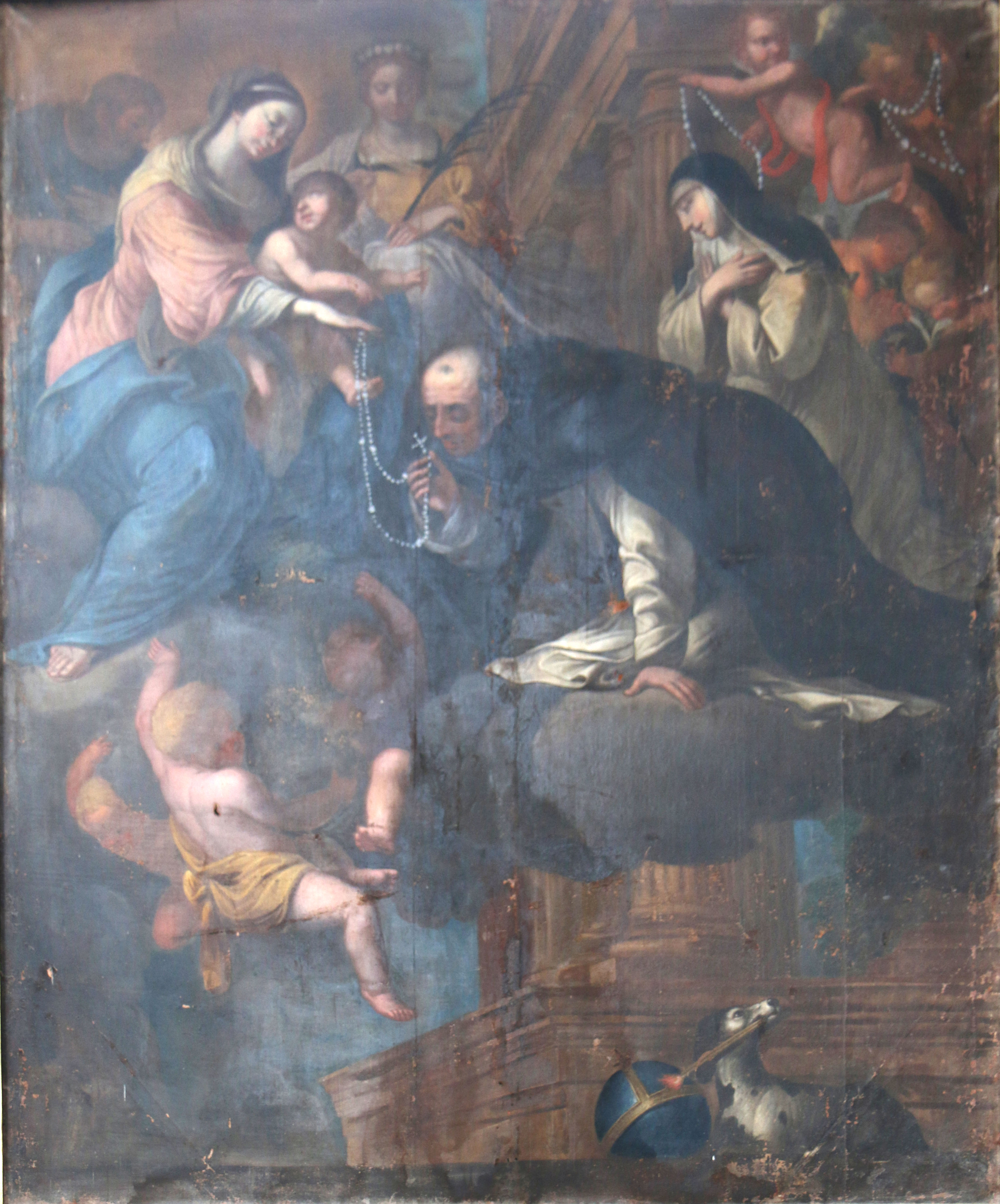
H- Tableau de Reynaud Levieux :Notre-Dame du Rosaire.
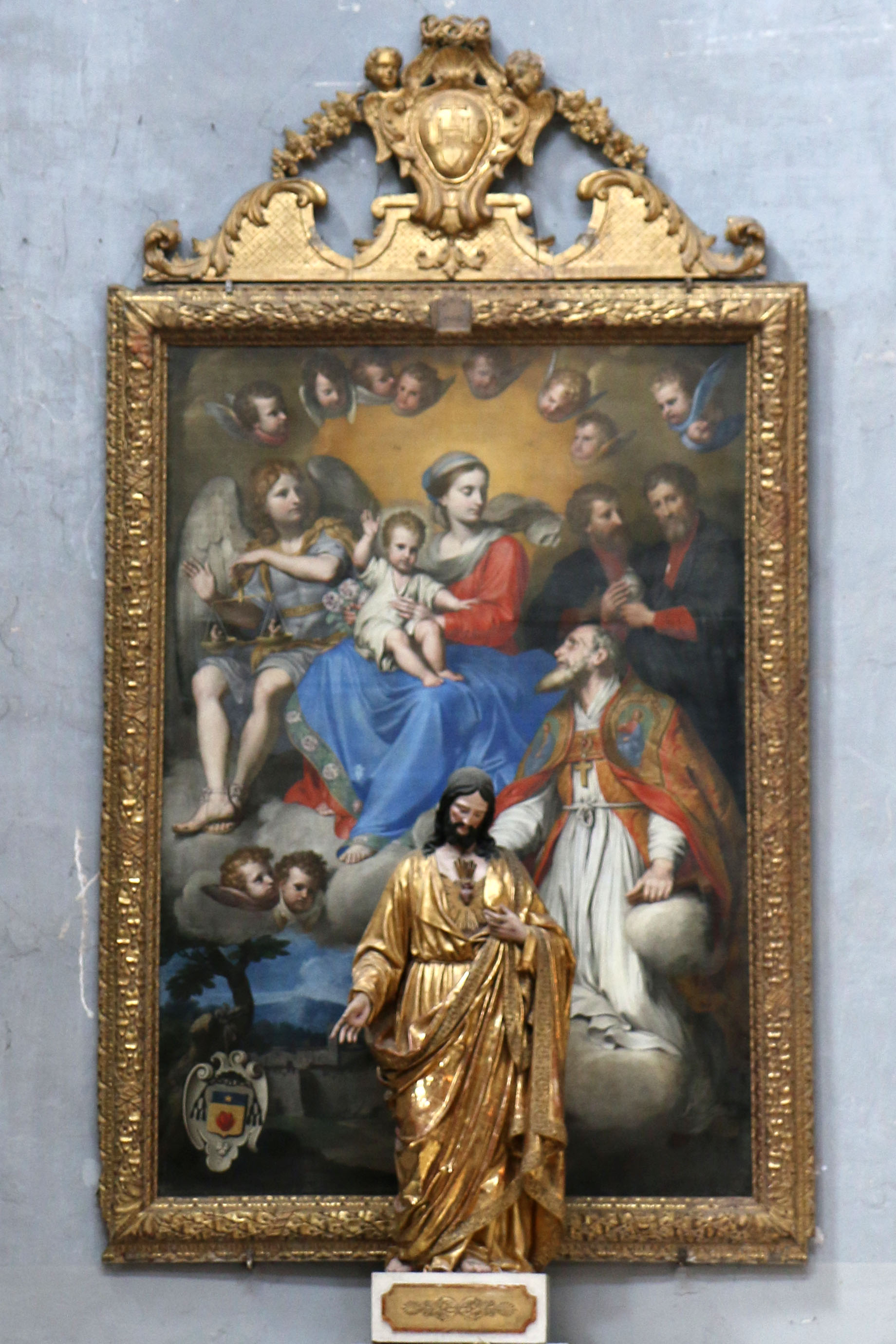
I- Tableau de Reynaud Levieux : La Vision de saint Blaise.
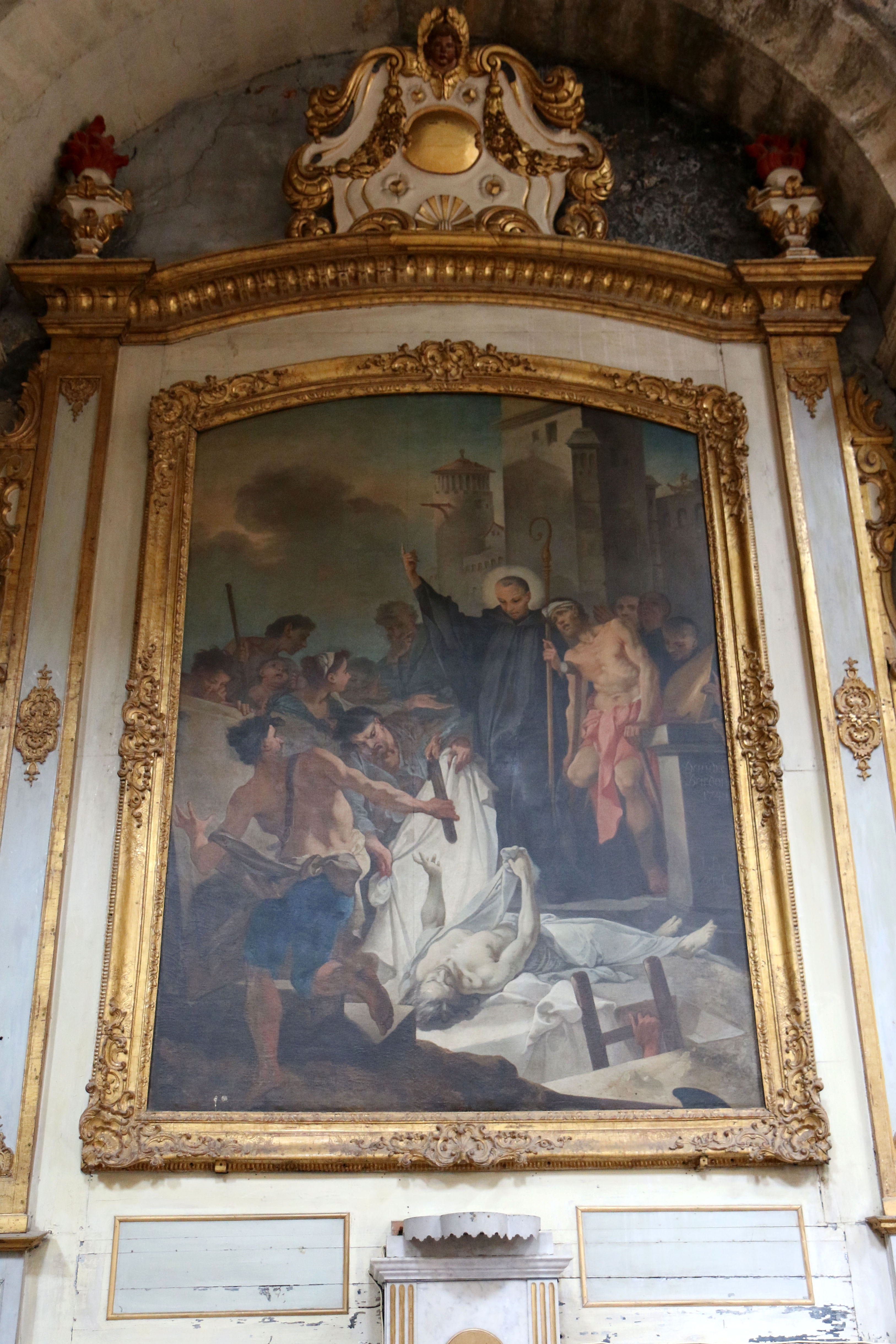
J- Tableau de Dandré-Bardon : Saint Eldrade.
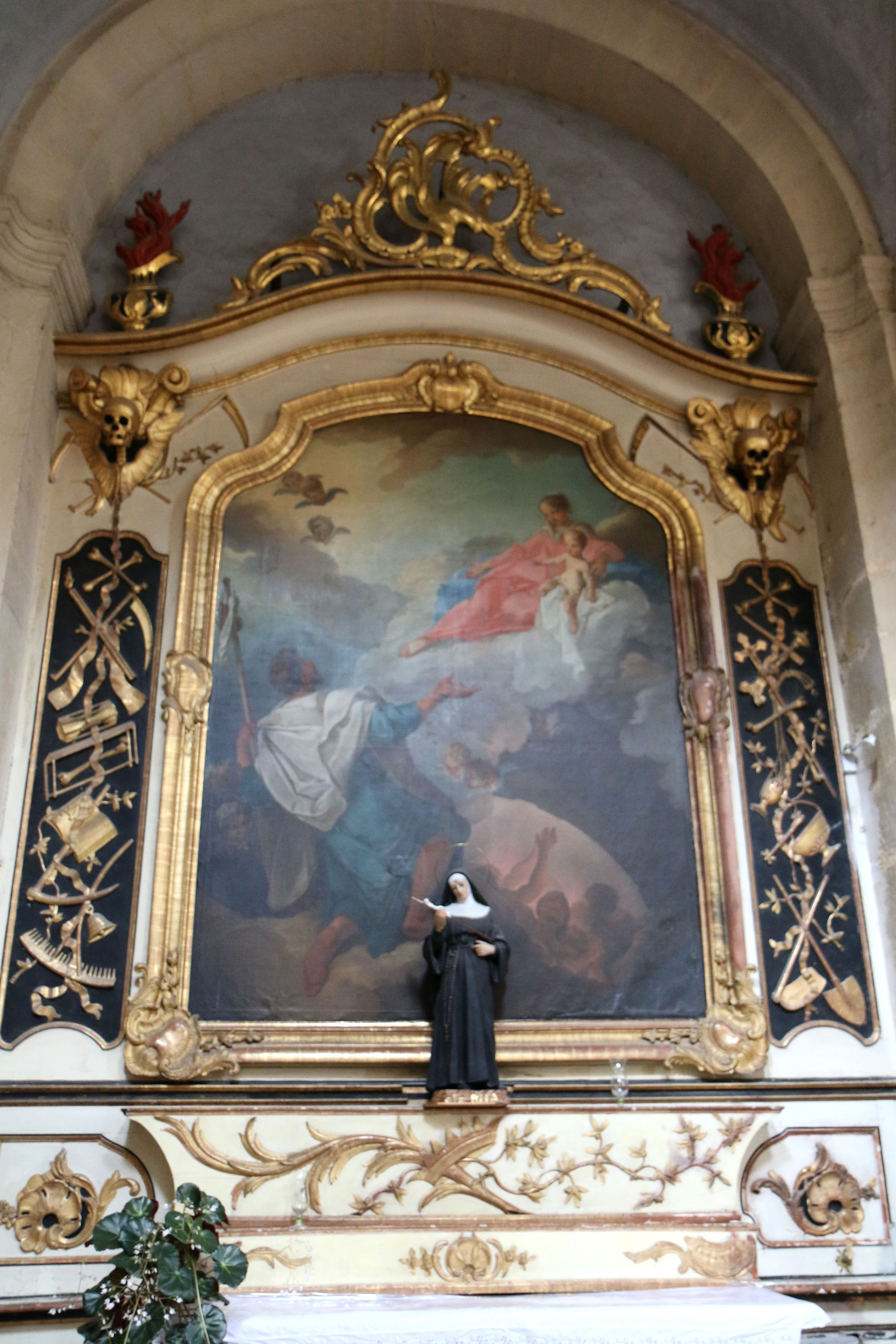
K- Tableau de Dandré-Bardon : La Vision de saint Jacques.
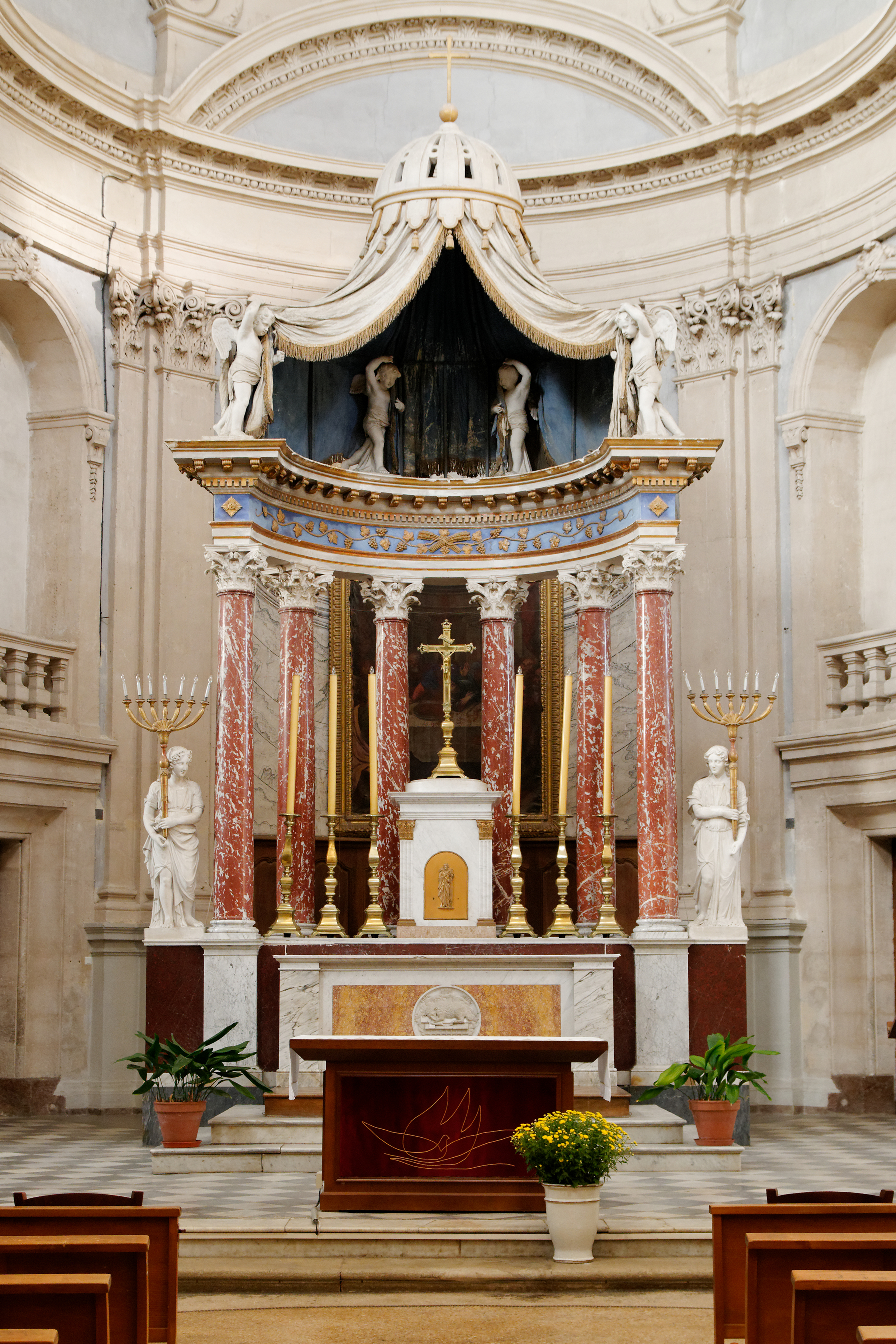
R- Maître autel et baldaquin.